# No Down Payment
No Down Payment is een Amerikaanse dramafilm uit 1957 in CinemaScope onder regie van Martin Ritt. De film is gebaseerd op de gelijknamige roman uit 1957 van John McPartland en werd destijds in Nederland uitgebracht onder de titel Schandaal onder jonge paren.

## Verhaal
De film volgt vier jonge huishoudens in een Amerikaanse voorstad. Ingenieur David Martin en diens jonge echtgenote Jean zijn recentelijk naar deze buurt verhuisd en worden verwelkomd door hun goedgezinde buren Herman en Betty Kreitzer. Herman is de eigenaar van een elektriciteitswinkel en wordt op een dag door zijn beste werknemer Iko gevraagd voor hulp bij het vinden van een woning in de voorstad. Iko is echter van Japanse afkomst en Herman vreest dat in het huidige sociale milieu - een land dat een decennium eerder oorlog voerde tegen Japan - er veel weerstand zal zijn tegen een Japanse bewoner in de buurt. Betty adviseert Herman om niet betrokken te raken bij een rassencontroverse, maar hij voelt veel sympathie voor zijn favoriete werknemer en is vastberaden om hem te helpen aan een woning in de buurt.
Onder de andere buren bevinden zich Jerry en Isabelle Flagg. Jerry werkt in de sales bij een tweedehands autobedrijf en zoekt uit teleurstelling in zijn carrière heil in de alcohol. In dronken toestand flirt hij graag met andere vrouwen in de buurt en ook Jean blijft niet gespaard, tot groot ongenoegen en schaamte van zijn vrouw Isabelle. Jerry zit diep in de schulden maar is er nog steeds van overtuigd dat hij op een dag carrière zal maken en maakt daarom veel aankopen die hij zich niet kan veroorloven. Isabelle is radeloos door het gedrag van haar man en overweegt om hem te verlaten. 
Minstens zo radeloos is buurvrouw Leola Boone, die dolgraag een kind wil van haar man Troy. De ongeschoolde en ruwe Troy, ontevreden met zijn huidige baan als automonteur, wil echter eerst carrière maken als politiechef voordat hij begint met vaderschap, maar heeft hier geen succes in. Hij is zeer ongelukkig in zijn huidige situatie en het enige wat hem staande houdt, is zijn trots in zijn verleden als oorlogsveteraan. Wanneer hij hoort te zijn afgewezen voor de baan als politiechef, raakt Troy dronken en krijgt ruzie met Leola over het ouderschap. Hij stormt woedend weg en keert naar het huis van David en Jean. David is op dat moment op zakenreis, en Jean is doodsbang voor de dronken en intimiderende Troy. Hij dringt zich aan haar op en zij probeert hem vergeefs van zich af te weren en wordt door hem verkracht. 
De volgende ochtend vertelt ze David over de verkrachting, die ziedend de confrontatie aan gaat met Troy. Troy beweert echter dat Jean degene was die de eerste avances maakte. David valt hem aan maar is geen partij voor Troy. Leola, inmiddels ook op de hoogte gesteld van de verkrachting, kondigt aan Troy te verlaten. Hij probeert haar hiervan te weerhouden en bij de ruzie die volgt, komt Troy per ongeluk onder hun auto terecht en overlijdt. Leola besluit kort daarna om de buurt voorgoed te verlaten.

## Rolverdeling
| Acteur           | Personage       |
| ---------------- | --------------- |
| Joanne Woodward  | Leola Boone     |
| Sheree North     | Isabelle Flagg  |
| Tony Randall     | Jerry Flagg     |
| Jeffrey Hunter   | David Martin    |
| Cameron Mitchell | Troy Boone      |
| Patricia Owens   | Jean Martin     |
| Barbara Rush     | Betty Kreitzer  |
| Pat Hingle       | Herman Kreitzer |
| Robert H. Harris | Markham         |
| Aki Aleong       | Iko             |

## Productie
Producent Jerry Wald had de rechten van het boek in januari 1957 nog voor de publicatie bemachtigd. Robert Wagner en Ben Gazzara werden overwogen voor de mannelijke hoofdrollen; ook Dana Wynter werd getest voor een rol.
De draaiperiode was van april tot en met juni 1957.